# Lý Hi
Lý Hi (tiếng Trung: 李希; bính âm: Lǐ Xī; sinh ngày 16 tháng 10 năm 1956, người Hán) là chính trị gia nước Cộng hòa Nhân dân Trung Hoa. Ông hiện là Ủy viên Ban Thường vụ Bộ Chính trị Đảng Cộng sản Trung Quốc khóa XX, lãnh đạo cấp quốc gia, Bí thư Ủy ban Kiểm tra Kỷ luật Trung ương Đảng Cộng sản Trung Quốc. Trước khóa XX, ông cũng là Ủy viên Bộ Chính trị khóa XIX, Ủy viên dự khuyết Trung ương Đảng khóa XVIII, XVII, từng giữ chức vụ Bí thư Tỉnh ủy, Chủ nhiệm Ủy ban Thường vụ Nhân Đại lãnh đạo hai tỉnh là Quảng Đông và Liêu Ninh; từng là Phó Bí thư Tỉnh ủy, Tỉnh trưởng Liêu Ninh; Phó Bí thư chuyên thức Thành ủy Thượng Hải; Thường vụ Tỉnh ủy, Tổng thư ký Tỉnh ủy Thiểm Tây.
Lý Hi là đảng viên Đảng Cộng sản Trung Quốc, Cử nhân Văn học và Ngôn ngữ, Thạc sĩ Quản trị học. Ông dành phần lớn sự nghiệp ở Tây Bắc Trung Quốc, từng là Bí thư Thị ủy căn cứ cách mạng Diên An, trải qua 3 tình thành trước khi trở thành 1 trong 7 lãnh đạo cấp quốc gia của Trung Quốc.

## Tiểu sử

### Thời kỳ đầu
Lý Hi sinh tháng 10 năm 1956 tại huyện Lưỡng Đương, tỉnh Cam Túc. Ông gia nhập lực lượng lao động tháng 7 năm 1975 và trở thành đảng viên Đảng Cộng sản Trung Quốc tháng 1 năm 1982. Ông tốt nghiệp Đại học Sư phạm Tây Bắc. Ông bắt đầu sự nghiệp công tác với tư cách là viên chức bình thường tại Ban Tuyên truyền Tỉnh ủy Cam Túc. Ông làm việc ở nhiều vị trí tại Cam Túc, trong đó có Bí thư Khu ủy Tây Cố thuộc Lan Châu – thủ phủ của tỉnh Cam Túc, Phó Bí thư Thành ủy Lan Châu và Bí thư Địa ủy địa khu Trương Dịch.
Năm 2006, Lý Hi nhậm chức Bí thư Thành ủy Diên An thuộc tỉnh Thiểm Tây lân cận. Diên An có ý nghĩa đặc biệt đối với Đảng Cộng sản vì đây là nơi có căn cứ cách mạng của Mao Trạch Đông sau khi kết thúc Vạn lý Trường chinh. Tháng 10 năm 2007, ông được bầu làm Ủy viên dự khuyết của Ủy ban Trung ương Đảng Cộng sản Trung Quốc khóa XVII, trong số 167 Ủy viên dự khuyết, vị trí đặc biệt quan trọng ảnh hưởng toàn quốc. Thánh 5 năm 2011, ông được điều đến Thượng Hải giữ chức Trưởng Ban Tổ chức Thành ủy Thượng Hải. Tháng 11 năm 2012, tại Đại hội Đảng Cộng sản Trung Quốc khóa XVIII, Vương Dũng được bầu làm Ủy viên Ủy ban Trung ương Đảng Cộng sản Trung Quốc khóa XVIII nhiệm kỳ 2012–17. Tháng 4 năm 2013, ông được bổ nhiệm làm Phó Bí thư Thành ủy Thượng Hải. Tháng 4 năm 2014, ông lại được điều về tỉnh Liêu Ninh ở Đông Bắc Trung Quốc và được bổ nhiệm làm Phó Bí thư Tỉnh ủy, quyền Tỉnh trưởng tỉnh Liêu Ninh, kế nhiệm Trần Chính Cao. Tháng 10 năm 2014, ông được cơ quan lập pháp tỉnh Liêu Ninh phê chuẩn làm Tỉnh trưởng. Tháng 5 năm 2015, Lý Hi kế tiếp Vương Mân giữ chức Bí thư Tỉnh ủy Liêu Ninh, trở thành người phụ trách số một của tỉnh.

### Quảng Đông
Tháng 10 năm 2017, Lý Hi tiếp tục tham gia Đại hội Đảng Cộng sản Trung Quốc lần thứ XIX, được bầu là Ủy viên chính thức Ủy ban Trung ương Đảng Cộng sản Trung Quốc khóa XIX, sau đó được bầu làm Ủy viên Bộ Chính trị Đảng Cộng sản Trung Quốc. Ngày 28 tháng 10 năm 2017, ngay sau đại hội, ông đã được điều về tiếp quản Quảng Đông – tỉnh miền Nam quan trọng về mặt chính trị từ Hồ Xuân Hoa với tư cách là Bí thư Tỉnh ủy.

## Lãnh đạo Trung Quốc
Cuối tháng 5 năm 2022, Lý Hi được bầu làm đại biểu tham gia Đại hội Đảng Cộng sản Trung Quốc lần thứ XX từ đoàn đại biểu tỉnh Quảng Đông. Trong quá trình bầu cử tại đại hội, ông được bầu làm Ủy viên Ủy ban Trung ương Đảng Cộng sản Trung Quốc khóa XX, sau đó tái đắc cử là Ủy viên Bộ Chính trị, rồi tiếp tục được bầu làm Ủy viên Ủy ban Thường vụ Bộ Chính trị tại Hội nghị toàn thể lần thứ nhất Ủy ban Trung ương khóa XX vào ngày 23 tháng 10 năm 2022. Trong phiên họp của này, ông cũng được bầu làm Bí thư Ủy ban Kiểm tra Kỷ luật Trung ương Đảng Cộng sản Trung Quốc, trở thành lãnh đạo cấp quốc gia ở vị trí thứ 7 trong các Ủy viên Ủy ban Thường vụ khóa XX.